# Gustavo Albuquerque
Gustavo Barreiros de Albuquerque (Maringá, 28 de junho de 1991), conhecido como Rambo, é um jogador brasileiro de rugby sevens e union. Atualmente joga pelo São José Rugby Clube e pela Seleção Brasileira de Rugby Sevens.

## Carreira
Nascido no Paraná, começou a jogar pelo Maringá Rugby e depois pelo Curitiba Rugby Clube.
Representou o país nos Jogos Sul-Americanos de 2014.
Rambo integrou o elenco da Seleção Brasileira de Rúgbi de sete que ficou em 12.° lugar na Rio 2016.